# Costantino di Kostenets
Costantino di Kostenets (in bulgaro Константин Костенечки?, Konstantin Kostenechki), noto anche come Costantino il Filosofo (1380 circa – dopo il 1431) è stato uno storico e scrittore bulgaro del Medioevo che trascorse la maggior parte della sua vita nel Despotato serbo.
È meglio conosciuto per la sua biografia del despota serbo Stefan Lazarević, che Georgij Ostrogorskij descrisse come "l'opera storica più importante dell'antica letteratura serba",  e per aver scritto il primo studio filologico serbo, Skazanije o pismenah (Una Storia nelle Lettere). Seguì lo stile di scrittura delle antiche vitae serbe rese popolari per la prima volta negli scriptoria serbi del XII secolo.

## Biografia
Costantino nacque in Bulgaria, probabilmente a Kostenets. Nella sua giovinezza, frequentò la scuola nella capitale Veliko Tarnovo, e fu istruito da Andronik, allievo del Patriarca Eutimio di Bulgaria. Continuò i suoi studi sul Monte Athos e a Costantinopoli. La conquista ottomana di Tarnovo nel 1393 lo allontanò e si stabilì nel Despotato serbo di Stefan Lazarević, probabilmente intorno al 1402. Fu accolto calorosamente dal despota, anch'egli letterato e benefattore dell'istruzione, e gli fu affidato l'incarico di educatore nel suo palazzo di Belgrado. Costantino frequentò anche il monastero di Manasija, dove aiutò a fondare la Scuola serba di letteratura di Resava. La sua alta istruzione, l'esperienza di vita e i viaggi gli valsero il soprannome di Filozof (Filosofo), in onore di San Cirillo il Filosofo. Oltre ai viaggi della sua giovinezza, si recò in Terra Santa e, a giudicare dalla sua descrizione di tre missioni nei palazzi dei sovrani orientali (Tamerlano, Musa e Mehmed I), potrebbe essere stato partecipe.
Dopo la morte del despota nel 1427, Costantino lasciò Belgrado ed entrò al servizio del kesar Uglješa Vlatković, nella zona di Vranje, dove in seguito morì.
Il lavoro di Costantino ebbe un enorme impatto sulla letteratura e l'istruzione serba del Medioevo. Introdusse molti elementi greci classici della letteratura e della filosofia. La sua frequente citazione di antichi filosofi e confronti del Despota nella Biografia indusse molti a considerarlo un precursore del Rinascimento che, a causa della conquista ottomana, non si verificò mai nella cultura serba.

## Biografia del despota Stefan Lazarević
Dopo la morte del despota Stefan nel 1427, Nikon I, patriarca serbo, ordinò a Costantino di scrivere la biografia del despota. Tale ordine fu eseguito solo quattro anni più tardi, dopo che lo stesso Stefan sarebbe apparso nel sogno di Constantino e ribadì l'ordine di Nikon. La biografia è una delle più interessanti dell'antica letteratura serba perché contiene non solo fatti sulla vita del despota, ma anche informazioni geografiche e descrizioni approfondite di numerosi eventi storici. Apparentemente fu ispirato dalle cronache imperiali degli storici bizantini. La biografia del despota Stefan Lazarević (Житија деспота Стефана Лазаревића) inizia con una descrizione geografica delle bellezze naturali della Serbia, prosegue descrivendo i suoi abitanti, lodandone il carattere ma anche piangendo la loro imminente caduta in mano ai turchi. Segue una storia esaustiva degli eventi di corte e della vita del despota, con numerosi riferimenti biblici e classici e numerosi dati storici che si sono rivelati preziosi per gli storici successivi. In diverse occasioni Costantino usò gli acrostici, con tre esempi di capolavori: nei versi introduttivi, nei titoli dei capitoli centrali e nei versi che raccontano il suo dolore per il despota defunto.

## Eredità
Costantino di Kostenets, Pacomio il Serbo, Cipriano, metropolita di Kiev e Grigorij Camblak poterono continuare le loro attività letterarie di fatto senza ostacoli linguistici quando si trasferirono dai Balcani alla Russia imperiale, non diversamente dal ruolo della letteratura latina nell'Impero romano nella parte cattolica dell'Europa medievale. Costantino parlava e scriveva una lingua che non poteva essere identificata né con il volgare bulgaro né con quello serbo. Pertanto, era naturale per i biografi serbi medievali di rivolgersi per modelli al corpo di vitae esistenti scritti in lingua slava-serba o slava ecclesiastica.